# Croton itzaeus
Espèce
Classification APG III (2009)
Croton itzaeus est une espèce de plantes du genre Croton et de la famille des Euphorbiaceae présente au sud-est du Mexique.